# شون وودز
شون وودز (29 مارس 1970 - ) (بالإنجليزية: Sean Woods)‏ هو مدرب كرة سلة ولاعب كرة سلة أمريكي في مركز هجوم خلفي. لعب مع كنتاكي وايلد كاتس ‏.

## وصلات خارجية
- شون وودز على موقع كلية كرة السلة في سبورتس رفرنس.كوم (الإنجليزية)
- شون وودز على موقع كلية كرة السلة في سبورتس رفرنس.كوم (الإنجليزية)